# Acmeisme
L'acmeisme fou un corrent literari rus que va sorgir el 1911, durant l'anomenat Segle d'Argent de la literatura russa, en resposta al simbolisme.
Al contrari del simbolisme, l'acmeisme es va obstinar a reemplaçar l'ocultisme, la polisèmia i ambigüitat complicada i el misticisme d'aquell amb la claredat en el llenguatge d'allò que es descrivia. Per tant, en nom de la concreció, s'oposà al simbolisme.
El nom es deriva del grec acme que significa cim, apogeu zenit, atès que era justament això al que aspiraven els integrants del grup.
També se l'anomena "neoclassicisme", "adamisme" i "clarisme".
Els impulsors de l'acmeisme s'agrupaven al voltant del Gremi de Poetes i de la revista Apol·lon.
Entre els representants més destacats d'aquest moviment podem citar Óssip Mandelxtam, Anna Akhmàtova, Mikhaïl Kuzmín i Nikolai Gumiliov.

## Referència bibliogràfica
- Harenbergs Lexikon der Weltliteratur;
- W. Kasack, Lexikon der russischen Literatur des 20. Jhs.